# Торета (Беневенто)
Торета је насеље у Италији у округу Беневенто, региону Кампанија.
Према процени из 2011. у насељу је живело 10 становника. Насеље се налази на надморској висини од 208 м.